# Flerovio
Flerovio es el nombre de un elemento químico radiactivo con el símbolo Fl y número atómico 114. Nombrado en honor a Gueorgui Fliórov.
Hasta la fecha se han observado alrededor de 80 desintegraciones de átomos de flerovio, 50 de ellas directamente y 30 de la desintegración de los elementos más pesados livermorio y oganesón. Todas las desintegraciones han sido asignadas a los cuatro isótopos vecinos con números de masa 286-289. El isótopo de más larga vida conocido actualmente es el 289Fl114 con una vida media de aproximadamente 2,6 s, aunque hay evidencias de un isómero, 289bFl114, con una vida media de aproximadamente 66 s, que sería uno de los núcleos más longevos en la región de los elementos superpesados.
Experimentos químicos muy recientes han indicado fuertemente que el elemento 114 no posee propiedades 'eka'-plomo y parece comportarse como el primer elemento superpesado que presenta propiedades similares a los gases nobles debido a efectos relativistas.

## Historia

### Descubrimiento del elemento
En diciembre de 1998, científicos del Instituto Conjunto para la Investigación Nuclear de Dubná en Rusia, bombardearon un blanco de Pu-244 con iones de Ca-48. Se produjo un solo átomo del elemento 114, asignado al isótopo 289Uuq114, que se desintegró mediante emisión alfa de 9,67 MeV, con un tiempo de vida medio de 30 s. Esta observación fue posteriormente publicada en enero de 1999. Sin embargo, la cadena de desintegración observado no se ha repetido y la identidad exacta de esta actividad es desconocida, aunque es posible que sea debida a un isómero meta-estable, llamado, 289mFl114.
En marzo de 1999, el mismo equipo reemplazó el blanco de Pu-244 con uno de Pu-242 a fin de producir otros isótopos. En esta ocasión se produjeron dos átomos del elemento 114, que se desintegraron por emisión alfa de 10.29 MeV con una vida media de 5.5 s. Fueron asignados como 287Uuq114. Una vez más, esta actividad no se ha observado de nuevo y no está claro qué núcleo se produjo. Es posible que se tratara de un isómero meta-estable, llamado287mUuq114.
El descubrimiento ahora confirmado del elemento 114 se realizó en junio de 1999, cuando el equipo de Dubná repitió la reacción del Pu-244. Esta vez se produjeron dos átomos del elemento 114 que se desintegraron por emisión de partículas alfa de 9,82 MeV, con una vida media de 2,6 s.
Esta actividad fue inicialmente asignada erróneamente al 288Uuq114, debido a la confusión en cuanto a las anteriores observaciones. Nuevos trabajos en diciembre de 2002, permitieron una reasignación positiva al 289Fl114,
244Pu94 + 48Ca20 → 292Fl114* → 289Fl114 + 3 1n0
En mayo de 2009, el Joint Working Party (JWP) de la IUPAC publicó un informe sobre el descubrimiento del elemento 112 copernicio en el que se reconoció el descubrimiento del isótopo 283Cn112. Esto implica el descubrimiento de facto del elemento 114, del reconocimiento de los datos para la síntesis de 287Uuq114 y 291Uuh116 (ver abajo), relacionada con 283Cn112, aunque esto no puede determinarse como la primera síntesis del elemento. Un informe inminente de la JWP discutirá estos temas.
El descubrimiento del elemento 114, como 287Uuq114 y 286Uuq114, fue confirmado en enero de 2009 en Berkeley. Esto fue seguido de la confirmación del 288Uuq114 y 289Uuq114 en julio de 2009 en el GSI (ver sección 2.1.3).

### Nombres
Ununquadio (Uuq) es un nombre de elemento sistemático IUPAC temporal. Los investigadores por lo general se refieren al elemento simplemente como elemento 114.
Según recomendaciones de la IUPAC, el descubridor de un nuevo elemento tiene derecho a sugerir un nombre. El 8 de diciembre de 2011 se le puso el nombre de Flerovio en honor a Gueorgui Fliórov.

### Experimentos actuales
En abril de 2009, el Instituto de Paul Scherrer (PSI) en colaboración con el Laboratorio Fliórov de Reacciones Nucleares (FLNR) del Instituto Conjunto para la Investigación Nuclear realizaron otro estudio de la química del elemento 114. Los resultados no están aún disponibles.

### Experimentos futuros
El equipo de RIKEN ha señalado planes para estudiar la reacción de fusión fría:
208Pb82 + 76Ge32 → 284Fl114* →?
El Separador Transactinido y Aparato de Química (TASCA) colaboración basada en el Gesellschaft für Schwerionenforschung (GSI) realizarán sus primeros experimentos de química sobre el E114 que comienzan en agosto de 2009, después de su acertada producción del elemento en abril de 2009.
El FLNR tiene futuros planes para estudiar isótopos ligeros del elemento 114, formados en la reacción entre el 239Pu y el 48Ca.

## Isótopos y propiedades nucleares

### Nucleosíntesis

#### Combinaciones de proyectil-objetivo que conducen a núcleos compuestos Z=114
La tabla siguiente contiene varias combinaciones de objetivos y proyectiles que podrían usarse para formar núcleos compuestos con Z=114.
| Destino | Proyectil | NC     | Resultado esperado                                                        |
| ------- | --------- | ------ | ------------------------------------------------------------------------- |
| 208Pb   | 76Ge      | 284114 | Falta de datos                                                            |
| 232Th   | 54Cr      | 286114 | Reacción con éxito                                                        |
| 238U    | 50Ti      | 288114 | Reacción aún no intentada                                                 |
| 244Pu   | 48Ca      | 292114 | Reacción con éxito                                                        |
| 242Pu   | 48Ca      | 290114 | Reacción con éxito                                                        |
| 239Pu   | 48Ca      | 287114 | Reacción con éxito                                                        |
| 248Cm   | 40Ar      | 288114 | Reacción intentada Berkeley, ningún producto detectable fue identificado. |
| 249Cf   | 36S       | 285114 | Reacción aún no intentada                                                 |

#### Fusión fría
Esta sección trata de la síntesis de núcleos de flerovio por las llamados reacciones de fusión "en frío". Se trata de procesos que crean núcleos compuestos a energías de excitación baja (~ 10-20 MeV, de ahí el término "en frío"), llevando a una mayor probabilidad de supervivencia de la fisión. El núcleo excitado decae después al estado fundamental a través de la emisión de solamente uno o dos neutrones.

##### 208Pb(76Ge, xn)284−x114
El primer intento de sintetizar el elemento 114 en reacciones de fusión en frío se realizó en el Grand Accélérateur National d'Ions Lourds (GANIL), en Francia, en 2003. No se han detectado átomos estableciendo un límite de detección de 1,2 pb.

#### Fusión caliente
Esta sección trata de la síntesis de núcleos de flerovio por las llamadas reacciones de fusión "calientes". Se trata de procesos que crean los núcleos compuestos a energías de excitación elevadas (~ 40-50 MeV, de ahí el término "caliente"), conduciendo a una menor probabilidad de supervivencia de la fisión. El núcleo excitado cae después al estado fundamental a través de la emisión de 3-5 neutrones. Las reacciones de fusión utilizando núcleos de 48Ca suelen producir núcleos compuestos con energías de excitación intermedios (~ 30-35 MeV) y son a veces denominadas reacciones de fusión "cálidas". Esto conduce, en parte, a unos rendimientos relativamente altos para estas reacciones.

##### 244Pu(48Ca, xn)292−x114 (x=3,4,5)
El primer experimento de síntesis del elemento 114 fue efectuado por el equipo en Dubná en noviembre de 1998. Pudieron detectar una única, larga cadena de desintegración, asignada a 289114. La reacción fue repetida en 1999 y se detectaron otros 2 átomos del elemento 114. Los productos fueron asignados a 288114. El equipo también estudió la reacción en 2002. Durante la medición de las funciones de excitación de evaporación de 3n, 4n y 5n fueron capaces de detectar 3 átomos de 289Uuq114, 12 átomos del nuevo isótopo 288Uuq114, y 1 átomo del nuevo isótopo 287Uuq114. Basándose en estos resultados, el primer átomo de ser detectado fue asignado provisionalmente al 290Uuq114 o 289mUuq114, mientras que los dos átomos posteriores fueron asignados a 289Uuq114 y por lo tanto pertenecen al descubrimiento experimental no oficial. En un intento de estudiar la química del elemento 112 como el isótopo 285Cn112, se repitió esta reacción en abril de 2007. Sorprendentemente, el PSI-FLNR detectó directamente 2 átomos de 288Uuq114 que forman la base para los primeros estudios químicos del elemento 114.

En junio de 2008, se repitió el experimento con el fin de evaluar mejor la química del elemento utilizando el isótopo 289Uuq114. El único átomo que se detectó parece confirmar las propiedades de gas noble del elemento.

En mayo-julio de 2009, el equipo del GSI estudió esta reacción, por primera vez, como un primer paso hacia la síntesis del elemento 117. El equipo fue capaz de confirmar la síntesis y los datos de la desintegración del 288Uuq114 y 289Uuq114.

##### 242Pu(48Ca, xn)290−x114 (x=2,3,4)
El equipo de Dubná estudió por primera vez esta reacción en marzo-abril de 1999 y detectó dos átomos del elemento 114, asignados al 287Uuq114. La reacción fue repetida en septiembre de 2003 para tratar de confirmar los datos de las desintegraciones del 287Uuq114 y del 283Cn112 ya que entraban en conflicto con los datos del 283Cn112 que ya habían sido recogidos (ver copernicio). Los científicos rusos fueron capaces de medir datos de la desintegración de 288Uuq114, 287Uuq114 y el nuevo isótopo 286Uuq114 a partir de las medidas para las funciones de excitación de 2n, 3n y 4n.

En abril de 2006, una colaboración PSI-FLNR utilizó la reacción para determinar las primeras propiedades químicas del elemento 112 mediante la producción de 283Cn112 como un producto de desecho. En un experimento de confirmación en abril de 2007, el equipo fue capaz de detectar 287Uuq114 directamente y por lo tanto medir algunos datos iniciales sobre las propiedades químicas atómicas del elemento 114.

El equipo de Berkeley, usando el Berkeley gas-filled separator (BGS), continuó sus estudios utilizando los recientemente adquiridos objetivos de 242Pu para intentar la síntesis del elemento 114 en enero de 2009 usando la anterior reacción. En septiembre de 2009, informaron de que habían tenido éxito en la detección de 2 átomos de E114, como 287Uuq114 y 286Uuq114, confirmando las propiedades de desintegración informadas en el FLNR, aunque las secciones transversales medidas fueron ligeramente inferiores, pero las estadísticas eran de menor calidad.

#### Como un producto de desintegración
Los isótopos de flerovio también se han observado en la desintegración de los elementos 116 y 118 (ver Oganesón para la cadena de desintegración ).
| Residuo de evaporación | Isótopo Uuq observado |
| ---------------------- | --------------------- |
| 293Uuh116              | 289Uuq114             |
| 292Uuh116              | 288Uuq114             |
| 291Uuh116              | 287Uuq114             |
| 294Uuo118, 290Uuh116   | 286Uuq114             |

#### Isótopos retirados

##### 285Uuq114
En la síntesis reclamada del 293Uuo118 en 1999, fue identificado el isótopo 285Uuq114 como la desintegración por emisión alfa de 11.35 MeV con una vida media de 0.58 ms. La reclamación fue retirada en 2001 y de ahí que este isótopo flerovio sea actualmente desconocido o no confirmado.

#### Cronología del descubrimiento de isótopos
| Isótopo | Año de descubrimiento | Reacción de descubrimiento |
| ------- | --------------------- | -------------------------- |
| 286Uuq  | 2002                  | 249Cf(48Ca,3n)             |
| 287aUuq | 2002                  | 244Pu(48Ca,5n)             |
| 287bUuq | 1999                  | 242Pu(48Ca,3n)             |
| 288Uuq  | 2002                  | 244Pu(48Ca,4n)             |
| 289aUuq | 1999                  | 244Pu(48Ca,3n)             |
| 289bUuq | 1998                  | 244Pu(48Ca,3n)             |

#### Fisión de núcleos compuestos con Z=114
Entre 2000-2004 se han realizado varios experimentos en el Laboratorio Fliórov de Reacciones Nucleares en Dubná para estudiar las características de fisión del núcleo compuesto 292Uuq114. La reacción nuclear utilizada es 244Pu + 48Ca. Los resultados han revelado como los núcleos como este fisionan predominantemente expulsando núcleos de capa cerrada como 132Sn50. También se encontró que el rendimiento para la vía fusión-fisión era similar entre los proyectiles 48Ca y 58Fe, indicando un futuro empleo posible de proyectiles de 58Fe en la formación de elementos superpesados.

### Isomerismo nuclear

#### 289Uuq114
En la primera síntesis alegada del elemento 114, un isótopo asignado como 289Uuq114 se descompuso emitiendo una partícula alfa de 9,71 MeV, con una duración de 30 segundos. Esta actividad no se ha observado en repeticiones de la síntesis directa de este isótopo. Sin embargo, en un solo caso de la síntesis de 293 Uuh116, se midió una cadena de desintegración que comenzaba con la emisión de una partícula alfa de 9,63 MeV, con un periodo de semidesintegración de 2,7 minutos. Todos las descomposiciones posteriores fueron muy similares a los observados a partir de 289Uuq114, suponiendo que se perdió la descomposición de los padres. Esto sugiere fuertemente que la actividad debe ser asignada a un nivel de isómeros. La ausencia de actividad en experimentos recientes indican que el rendimiento del isómero es de ~ 20% con respecto al estado fundamental y supone que la observación en el primer experimento fue afortunada (o no según indica la historia del caso). Se requiere investigación adicional para resolver estas cuestiones.

#### 287Uuq114
De manera similar a la del 289Uuq114, los primeros experimentos con un objetivo de 242Pu identificaron un isótopo 287Uuq114 que se desintegró por emisión de una partícula alfa de 10.29 MeV, con una tiempo de vida de 5,5 segundos. El núcleo hijo fisionó espontáneamente con un tiempo de vida de acuerdo con la síntesis anterior del 283Cn112. Ambas de estas activities no se han observado (ver copernicio). Sin embargo, la correlación sugiere que los resultados no son al azar y son posibles debido a la formación de isómeros cuyo rendimiento es, obviamente, dependiente de los métodos de producción. Se requiere investigación adicional para desentrañar estas discrepancias.

### Rendimientos de los isótopos
Las tablas siguientes proporcionan las secciones y las energías de excitación para las reacciones de fusión que producen directamente isótopos flerovio. Los datos en negrita representan máximos a partir de medidas de funciones de excitación.

#### Fusión fría
| Proyectil | Objetivo | NC     | 1n       | 2n | 3n |
| --------- | -------- | ------ | -------- | -- | -- |
| 76Ge      | 208Pb    | 284Uuq | < 1.2 pb |    |    |

#### Fusión caliente
| Proyectil | Objetivo | NC     | 2n               | 3n               | 4n               | 5n                 |
| --------- | -------- | ------ | ---------------- | ---------------- | ---------------- | ------------------ |
| 48Ca      | 242Pu    | 290Uuq | 0.5 pb, 32.5 MeV | 3.6 pb, 40.0 MeV | 4.5 pb, 40.0 MeV | < 1.4 pb, 45.0 MeV |
| 48Ca      | 244Pu    | 292Uuq |                  | 1.7 pb, 40.0 MeV | 5.3 pb, 40.0 MeV | 1.1 pb, 52.0 MeV   |

### Cálculos teóricos

#### Secciones transversales de evaporación de residuos
La siguiente tabla contiene varias combinaciones objetivo-proyectil para los que los cálculos han proporcionado estimaciones para los rendimientos de la sección transversal de diferentes canales de la evaporación de neutrones. Se indica el canal con el mayor rendimiento esperado.
MD = multi-dimensional; DNS = Sistema dinuclear; σ = sección transversal
| Objetivo | Proyectil | NC     | Canal (producto) | σmax   | Modelo | Ref    |
| -------- | --------- | ------ | ---------------- | ------ | ------ | ------ |
| 208Pb    | 76Ge      | 284114 | 1n (283114)      | 60 fb  | DNS    | [ 20 ] |
| 208Pb    | 73Ge      | 281114 | 1n (280114)      | 0.2 pb | DNS    | [ 20 ] |
| 238U     | 50Ti      | 288114 | 2n (286114)      | 60 fb  | DNS    | [ 21 ] |
| 244Pu    | 48Ca      | 292114 | 4n (288114)      | 4 pb   | MD     | [ 22 ] |
| 242Pu    | 48Ca      | 290114 | 3n (287114)      | 3 pb   | MD     | [ 22 ] |

#### Características de la desintegración
La estimación teórica de la vida media de la desintegración alfa de los isótopos del elemento 114 soporta los datos experimentales.
La supervivencia a la fisión del isótopo 298Uuq114 se prevé para una desintegración alfa de una vida media de alrededor de 17 días.

### En busca de la isla de la estabilidad:298Uuq114
Según la teoría macroscópica-microscópica (MM), Z = 114 es el siguiente número mágico esférico. Esto significa que estos núcleos son esféricos en su estado fundamental y debe tener altas y amplias barreras de fisión a la deformación y, por lo tanto, tiempos de vida media para la fisión parcial simple largos.
En la región de Z = 114, la teoría MM indica que N = 184 es el próximo número mágico de neutrones esférico y pone el núcleo 298Uuq114 como un fuerte candidato para el próximo núcleo esférico doblemente mágico, después de 208Pb82 (Z = 82, N = 126). El 298Uuq114 parece estar en el centro de una hipotética 'isla de estabilidad'. Sin embargo, otros cálculos la teoría de campo medio relativista (RMF) proponen Z = 120, 122, y 126 como números mágicos de protones alternativos, dependiendo del conjunto de parámetros seleccionado. Es posible que en lugar de un pico para una capa específica de protones, existe una meseta de efectos de la capa de protones de Z = 114 a Z =126.
Debería hacerse notar que los cálculos sugieren que el mínimo de la energía de corrección de cáscara y de ahí la barrera de fisión más alta exista para 297115, causado por efectos de pares. Debido a las altas barreras de fisión esperadas, cualquier núcleo dentro de esta isla de estabilidad exclusivamente se desintegrará por la emisión de partícula alfa y como tal el núcleo con la vida media más alta predicho es el 298Uuq>114. La vida media esperada es poco probable que alcance valores superiores a los 10 minutos, a no ser que la capa de neutrones N=184 demuestre ser más estabilizante de lo predicho, para lo que existen algunas pruebas. Además, el 297Uuq114 puede tener una vida media aún más larga debido al efecto de neutrón impar, que crea transiciones entre niveles de Nilsson similares con valores de Qalfa menores.
En uno u otro caso, una isla de estabilidad no representa núcleos con las mayores vida media, sino aquellos que están significativamente estabilizados contra la fisión por los efectos de capa cerrada.

#### Evidencia de la capa de protones cerrada para Z = 114
Si bien las pruebas para las capas de neutrones cerradas puede considerarse directamente de la variación sistemática de los valores de Qalfa para las transiciones de estado fundamental ha estado fundamental, las pruebas para las capas de protones cerradas provienen de la vida media de la fisión espontánea (parcial). Estos datos pueden a veces ser difíciles de extraer, debido a unas tasas de producción bajas y una ramificación de fisión simple (SF) débil. En el caso de Z = 114, la evidencia de los efectos de esta capa cerrada propuesta proviene de la comparación entre las parejas de núcleos 282Cn112 (TSF1/2 = 0.8 ms) y 286Uuq114 (TSF1/2 = 130 ms), y, por otro lado, 284Cn112 (TSF = 97 ms) y 288Uuq114 (TSF >800 ms). Otras pruebas que provienen de la medición de la vida media SF parcial de los núcleos con Z> 114, como 290Uuh116 y 292Uuo118 (ambos isótonos, con N = 174). La extracción de efectos de Z = 114 se complica por la presencia de un efecto dominante N = 184 en esta región.

#### Dificultad de la síntesis de298Uuq114
La síntesis directa del núcleo de 298Uuq114 por una vía de evaporación-fusión es imposible, ya que ninguna combinación conocida de objetivo y proyectil puede proporcionar 184 neutrones en el núcleo compuesto.
Se ha sugerido que un isótopo rico en neutrones formarse por la cuasifisión (fusión parcial seguida por fisión) de un núcleo masivo. Tales núcleos tienden a la fisión con la formación de los isótopos cercanos a los de capa cerrada Z = 20 / N = 20 (40Ca), Z = 50 / N = 82 (132Sn) o Z = 82 / N = 126 (208Pb / 209Bi). Si Z = 114 representa una capa cerrada, entonces la reacción hipotética que sigue puede representar un método de síntesis:
204Hg80 + 136Xe54 → 298Uuq114 + 40Ca20 + 2 1n0
Recientemente se ha demostrado que las reacciones de transferencia de múltiples nucleones en colisiones de núcleos de los actínidos (como U + Cm) podría utilizarse para sintetizar núcleos superpesados ricos en neutrones localizados en la isla de estabilidad.
También es posible que el 298Uuq114 pueda ser sintetizados por la desintegración alfa de un núcleo masivo. Este método dependerá en gran medida de la estabilidad SF de tales núcleos, ya que la vida media para la desintegración alfa se espera que sean muy cortos. Los rendimientos de estas reacciones también es muy probable que sea extremadamente pequeña. Una reacción de este tipo es:
224Pu94(96Zr40, 2n) → 338Utq134 → → 298Uuq114 + 10 4He2

## Propiedades químicas

### Propiedades químicas extrapoladas

#### Estados de oxidación
El elemento 114 se prevé que sea el segundo miembro de la serie 7p de no metales y el miembro más pesado del grupo 14 (IVA) en la Tabla Periódica, debajo del plomo. Cada uno de los miembros de este grupo muestra el estado de oxidación del grupo de +IV y los últimos miembros de este grupo tienen una química aumentada +II debido a la aparición del efecto de par inerte. El estaño representa el punto en que la estabilidad de los estados +II y +IV es similar. El plomo, el miembro más pesado, representa un cambio desde el estado +IV al estado +II. El elemento 114, por tanto, sigue esta tendencia y posee un estado oxidante + IV, y un estado estable + II.

#### Química
Elemento 114 debería presentar las propiedades químicas del eka-plomo y, por tanto, podría formar un monóxido, UuqO, y dihaluros, UuqF2, UuqCl2, UuqBr2, y UuqI2. Si el estado +IV + es accesible, es probable que sólo sea posible en el óxido, UuqO2, y el fluoruro, UuqF4. También puede mostrar una mezcla de óxidos, Uuq3O4 análoga a Pb3O4.
Algunos estudios también sugieren que el comportamiento químico del elemento 114 pudiera, de hecho, estar más cercano al del gas noble radón, que al del plomo.

### Química experimental

#### Fase de gas atómico
Dos experimentos fueron realizados en mayo-abril de 2007 en una colaboración FLNR-PSI para estudiar la química de elemento 112. El primer experimento implicó la reacción:
242Pu(48Ca,3n) → 287Uuq114 y el segundo implicó la reacción:
244Pu(48Ca,4n) → 288Uuq114.
Las propiedades de absorción de los átomos resultantes sobre una superficie de oro se compararon con las del radón. El primer experimento permitió la detección de 3 átomos de 283Cn112 (ver copernicio), pero también detectó al parecer 1 átomo de 287Uuq114. Este resultado fue una sorpresa, dado que el tiempo de transporte de los átomos de producto es de ~ 2 s, por lo que los átomos del elemento 114 podrían desintegrarse antes de la absorción. En la segunda reacción, fueron detectados 2 átomos de 288Uuq114 y, posiblemente, 1 átomo de 289Uuq114. Dos de los tres átomos mostraban características de absorción asociadas con un elemento volátil, que se ha sugerido del tipo de los gases nobles, pero no ha sido predicho por cálculos más recientes. Estos experimentos proporcionaron, sin embargo confirmación independiente para el descubrimiento de los elementos 112, 114 y 116, a través de la comparación con datos publicados de desintegración. Otros experimentos fueron realizados en 2008 para confirmar este importante resultado y se detectó un solo átomo de 289Uuq114 que dio datos acordes con los datos anteriores en apoyo de la interacción como un gas noble del elemento 114 con el oro.